# Matt Neal
Matthew „Matt” Neal (ur. 20 grudnia 1966 roku w Birmingham) – brytyjski kierowca wyścigowy.

## Kariera
Neal rozpoczął karierę w wyścigach samochodowych w 1991 roku od startów w British Touring Car Championship, gdzie jednak nie zdobywał punktów. W późniejszych latach Brytyjczyk pojawiał się także w stawce Deutsche Tourenwagen Meisterschaft, FIA Touring Car World Cup, Bathurst 1000, Shell Championship Series, European Super Touring Championship, British Touring Car Championship Masters, Mini Challenge Australia oraz V8 Supercars.
W British Touring Car Championship Neal startuje od 1991 roku. Jednak pierwszy sukces odniósł w sezonie 1999, kiedy to podczas drugiego wyścigu na torze Donington Park odniósł zwycięstwo. Na podium stawał jeszcze trzykrotnie i uzbierane 109 punktów dało mu dziewiąte miejsce w klasyfikacji generalnej. Rok później również odniósł jedno zwycięstwo i w końcowej klasyfikacji był ósmy. W latach 2002–2003 na stałe wskoczył do czołówki serii, stawał na podium średnio w co drugim wyścigu i w klasyfikacji kierowców był trzeci. Sezon 2005 należał już do Neala. Dwudziestokrotnie stawał on na podium, sześciokrotnie zwyciężał, a we wszystkich pozostałych wyścigach zdobywał punkty. Dorobek 316 punktów dał mu tytuł mistrzowski. W kolejnym sezonie z sukcesem bronił tytuł, siedmiokrotnie stawając na najwyższym stopniu podium. Po trzech latach nieco gorszych startów, na podium klasyfikacji generalnej powrócił w sezonie 2010, kiedy to został sklasyfikowany na drugiej pozycji. Rok 2011 przyniósł Brytyjczykowi kolejny, już trzeci, tytuł mistrzowski, zdobyty jednak po długiej walce z Gordonem Sheddenem. Rok później Neal ponownie był drugi.